# Sri-lankische Fußballnationalmannschaft der Frauen
Die sri-lankische Frauenfußballnationalmannschaft ist eine Auswahlmannschaft der Football Federation of Sri Lanka, die das Land Sri Lanka auf internationaler Ebene bei Frauen-Länderspielen vertritt. Die Mannschaft nahm bislang nur an der Südasienmeisterschaft teil, jedoch nicht an Asienmeisterschaften oder Weltmeisterschaften. Derzeitiger Trainer ist Chaminda Neil Steinwall.

## Geschichte
Ihr erstes Spiel absolvierte die Mannschaft bei den Südasienspielen 2010. Das Spiel gegen Indien wurde mit 8:1 verloren. Bei der Südasienmeisterschaft im gleichen Jahr verlor das Team gegen Bangladesch und Indien und erzielte ein Unentschieden gegen Bhutan. Damit wurde die Teilnahme an der Finalrunde verpasst. Hingegen gewann Sri Lanka bei der Südasienmeisterschaft 2012 gegen Bhutan und Bangladesch und verlor in der Gruppenphase nur gegen Indien. Im Halbfinale folgte dann eine Niederlage gegen Nepal. Ebenso gelang bei der Südasienmeisterschaft 2014 nach Siegen gegen Pakistan und Bhutan und einer Niederlage gegen Nepal die Qualifikation für das Halbfinale. Das Spiel gegen Indien wurde allerdings verloren. Bei der Südasienmeisterschaft 2016 schied Sri Lanka hingegen nach einem Sieg gegen Bhutan und Niederlagen gegen die Malediven und Nepal wieder in der Gruppenphase aus. Bei dem Turnier im Jahr 2019 gelang nach einem Sieg gegen die Malediven und einer Niederlage gegen Indien wieder die Qualifikation für das Halbfinale, das allerdings gegen Nepal verloren wurde. Bei der Südasienmeisterschaft 2022 wurden die beiden Gruppenspiele gegen Bhutan und Nepal verloren.

## Turniere

### Weltmeisterschaft
- 1991 bis 2023: Nicht teilgenommen
- 2027: Nicht qualifiziert

### Asienmeisterschaft
- 1975 bis 2022: Nicht teilgenommen
- 2026: Nicht qualifiziert

### Südasienmeisterschaft
- 2010: Gruppenphase
- 2012: Halbfinale
- 2014: Halbfinale
- 2016: Gruppenphase
- 2019: Halbfinale
- 2022: Gruppenphase